# 일라이어킴 헤이스팅스 무어
일라이어킴 헤이스팅스 무어(영어: Eliakim Hastings Moore IPA: [iːˈlaɪəkɪm ˈheɪstɪŋz mʊə(ɹ)] , 1862~1932)는 미국의 수학자이다.

## 생애
무어의 아버지는 감리교 목사였고, 할아버지는 미국 국회 의원이었다. 예일 대학교에서 1883년에 학사 학위를 수여받았고, 1885년에 박사 학위를 수여받았다. 1년 동안 베를린 훔볼트 대학교에 유학하여 레오폴트 크로네커와 카를 바이어슈트라스의 강의를 수강하였다.
이후 귀국하여 예일 대학교와 노스웨스턴 대학교에서 가르쳤다. 1892년에 시카고 대학교가 개교하자 제1대 수학과 과장이 되었다. 1932년에 향년 71세를 일기로 사망하였다.

## 같이 보기
- 무어-펜로즈 유사역행렬

## 참고 문헌
- Grattan-Guinness, Ivor (2000). 《The search for mathematical roots 1870–1940: logics, set theories and the foundations of mathematics from Cantor through Russell to Gödel》 (영어). Princeton University Press. ISBN 978-0-69105858-0.
- Parshall, Karen Hunger; Rowe, David E. (1994). 《The emergence of the American mathematical research community, 1876–1900: J. J. Sylvester, Felix Klein, and E. H. Moore》. History of Mathematics (영어) 8. American Mathematical Society. ISBN 978-0-8218-0907-5.